# شمس سوداء
الشمس السوداء (بالإنجليزية: Black Sun  )، هو فيلم صيني من نوع حربي ورعب، أنتج سنة 1995، ويتناول مذبحة نانجنغ الشهيرة.

## قصة الفيلم
لا يحتوي الفيلم على قصة مركزية على الرغم من أنه يتبع أفراد عائلة صينية أثناء مذبحة نانجنغ. يبدأ الفيلم بعد أن استولى اليابانيون على المدينة وبدء مرحلة «التنظيف». تم اقتحام المنازل وحرقها وقتل واغتصاب سكانها. رضوخاً للضغوط الدولية وافقت الحكومة اليابانية على إنشاء منطقة نانكينج الآمنة فقط لخرق الاتفاقية حسب هواهم مع العلم أنه لا توجد قوة يمكنها فعلاً منعهم من القيام بذلك. ونتيجة لذلك، يدخلون بانتظام إلى مخيمات اللاجئين ويختطفون النساء ويقتلون رجال الشرطة الصينيين والجنود المشتبه بهم. يحاول العديد من المقيمين الأجانب الدفاع عن اللاجئين وفي حين أنهم يتمتعون بثقل كبير بسبب علاقاتهم السياسية فإنهم في النهاية لا يستطيعون الوقوف في وجه القوات المسلحة. ومن بين الأجانب الذين تم تصويرهم في الفيلم رجل الأعمال الألماني جون رابي والمبشر الأمريكي ميني فوترين.
رجل محلي يتحدث اليابانية يفسر أوامر الجنود إلى المدنيين الصينيين. في الواقع، تهدف الخطب ببساطة إلى جذب الصينيين إلى الشوارع حيث يتم إطلاق النار عليهم وقتلهم بالجملة بالبنادق الآلية. ومع ذلك، لا تزال هناك حفنة من المقاومة ويتظاهر رجل صيني بالموت ثم يسحب قنبلة يدوية من جندي عابر، ويفجرهما. بعد أن تم تعيينه الآن بشكل غير رسمي من قبل اليابانيين يساعدهم المترجم في نشر الدعاية ويعتبره زملاؤه الصينيون خائنًا ومتعاونًا. إنه يرفض سخطهم ويسخر منهم بقلة إرادتهم لمحاربة اليابانيين. إنه يتبع ضابطًا يابانيًا رفيع المستوى في جميع أنحاء البلاد. في أحد الأيام ظهر صحفيان يابانيان لمقابلة الضابط والتقاط صور له. يطلبون أن يقف الضابط بسيفه ويكون جاهزًا لضرب رجل صيني. نظرًا لعدم وجود صينيين آخرين في الجوار يقترحون عليه الاستعانة بالمترجم الذي ليس لديه خيار سوى مواكبة ذلك. مما لا يثير الدهشة بينما يقف الضابط الياباني أمام الكاميرا فإنه يمر بالفعل ويقتل خادمه مما أثار رعب المصورين.
يظل أفراد الأسرة مختبئين في منازلهم، معتقدين أن انتهاء الاشتباك العسكري دلالة على الأمان. لكن سرعان ما تكسر بعض القوات اليابانية الباب. طُلب من الابن الأكبر، مع طفلين صغيرين جون وجان، الفرار من المنزل. في غضون ذلك، يحاول الوالدان والجدة المسنة تشتيت انتباه الحراس. يهرب الأطفال وعلى مدار الفيلم تم تصميمهم للبقاء على قيد الحياة في الشوارع. ومع ذلك يصبح الأطفال الصغار معزولين عندما يتم القبض على الابن الأكبر مع مجموعة من الرجال الآخرين. الابن الأكبر بعد أن أعطاه اليابانيون أوراق رسمية، عاد في النهاية إلى منزله ليجد أن والديه قد ماتا وقد تم تجريد جثة الأم من ملابسها واغتصابها على ما يبدو. من الواضح أن جدتهما، التي كانت على قيد الحياة لكنها تعرضت للاغتصاب أيضًا في حالة ذهول وهي ملقاة على الأرض لا تزال نصف عارية. اقتاد الجنود الذين ما زالوا داخل المنزل الابن على الفور وقتلوه. في وقت لاحق عاد الطفلان الصغيران أيضًا إلى المنزل ليجدا أقاربهما ميتين والجدة على وشك حرق الجثث داخل المنزل مع نفسها. في تلك اللحظة اكتشفت دورية الطفلين واقفين في المدخل، وشرعوا على الفور في الاعتداء على جين الفتاة الصغيرة. دفعت الجدة جون آخر أفراد عائلتها، إلى الخروج من الباب وقفلته. بينما يتشتت انتباه الجنود في محاولتهم اغتصاب الفتاة تقوم الجدة الحزينة بإشعال النار في المنزل مما يؤدي إلى محاصرة الجميع في الداخل حتى الموت الناري.
القوات اليابانية تطوق معبد بوذي. في الداخل يصلي الرهبان المسالمون. تخرجهم القوات واحدة تلو الأخرى وتقتلهم في الخارج. من المفترض أن اليابانيين الذين يدعون أنهم بوذيون أيضًا يريدون الحفاظ على نظافة المعبد نفسه. جثث الرهبان مكدسة في كومة مروعة وكل راهب يخرج هو شاهد مؤسف على المشهد. في النهاية تشق القوات طريقها إلى آخر رجل الكاهن الأكبر الذي استسلم لمصيره بنظرة اشمئزاز تجاه اليابانيين. راهب آخر تمكّن من عدم القتل حتى الآن يقف في طابور الطعام، عندما يُقتل ينفجر أوفلي بسبب النساء اللائي تنكرن في زي رجال، في محاولة لتجنب الاغتصاب. يحاول الراهب إيقاف العنف ويتورط فيه عندما يجردونه ويحاولون إجباره على ممارسة الجنس مع إحدى النساء. يرفض، وتقوم القوات بقطعه في الفخذ.
في الخاتمة ذُكر أن معظم الضباط اليابانيين الذين صوروا في الفيلم حوكموا بتهمة ارتكاب جرائم حرب وأُعدموا.

## فريق التمثيل
- ليانغ تشانغ
- يونغ بان
- شاوتيان هسيونغ
- ون تينغ تشيانغ
- ون-تو بان
- هوا شاو
- فنسنت بنزيغر
- هسي هو تشانغ
- تشيو ليانغ تشن
- ليانغ يو تشين
- مينغ شيانغ
- ليانغ تشو
- وي لي تشو
- شياو تان تشو
- جيريمي دبليو كليفر

## روابط خارجية
- شمس سوداء على موقع IMDb (الإنجليزية)
- شمس سوداء على موقع روتن توميتوز (الإنجليزية)
- شمس سوداء على موقع فيلمافينيتي (الإسبانية)
- شمس سوداء على موقع قاعدة بيانات الفيلم (الإنجليزية)
- شمس سوداء على موقع ليتربوكسد (الإنجليزية)
- شمس سوداء على موقع كينوبويسك (الروسية)